# The New Zealand Herald
The New Zealand Herald là một nhật báo được xuất bản tại Auckland, New Zealand, thuộc sở hữu của New Zealand Media and Entertainment.
Nhật báo này có lượng phát hành lớn nhất ở New Zealand, đạt hơn 200.000 bản vào năm 2006, mặc dù lượng phát hành của nhật báo Herald đã giảm xuống còn trung bình 100.073 bản vào tháng 9 năm 2019.